# Народно читалище „Пробуда – 1903“ (Стойките)
 Тази статия е за читалището в село Стойките.  За читалището в село Тотлебен вижте Народно читалище „Пробуда – 1903“.  
Народно читалище „Пробуда – 1903“ в село Стойките, община Смолян е основен организатор на културните събития в селото, като провежданият в местността По̀тока Национален гайдарски събор „Апостол Кисьов“ е форум за изява на гайдари и гайдарски оркестри от всички фолклорни области на България.
На 26 октомври 1903 г. е свикано общоселско събрание, на което е предложено да бъде основавано читалище. Уставът на новата организация е съставен по спуснат образец за подобни случаи. За целта на читалището била дадена стая на разположение, като място, където да се помещава то на долния етаж на стойченското училище. Тук се съхранявали десетината евтини книжки, закупени от нередовно плащания членски внос.
За първото театрално представление, макар и да не се помнят сведения като заглавие или автор, се знае, че на помощ са повикани колеги от Широка лъка, а стаята, където се представя спектакълът, е била препълнена със зрители и била осветена от три газени лампи.
По време на Балканската, Междусъюзническата и Първата световна война общоселският културен живот бил на издихание. Едва през 1921 г. по коледните празници неколцина младежи взимат решение да организират първото следвоенно представление. В условия, близки до тези от началния спектакъл на читалищните ентусиасти, била изиграна пиеса в стил „фарс“, подбрана така според наличните актьори и имала за цел да развесели публиката, макар и да нямала кой знае какви художествени достойнства. Окуражен от неочаквания успех, театралният екип на читалището представя една комедия, а на следващата 1922 г. още два спектакъла.
През 1936 г. читалищната общност взима решение да бъде построена подходяща сграда, в която да се извършва дейността. Поради някои настъпили финансови сътресения и появили се разногласия относно мястото на градежа той е осъществен едва след 9 септември 1944 г. Мястото е определено от комисия, назначена от временната селска управа.
| Национален гайдарски събор „Апостол Кисьов“   | 2018 |
| Музей на гайдата                              | 2022 |
| Проект „Родопският фолклор – живо наследство“ | 2022 |